# 敬业广场
敬业广场，位于天津市南开区南开大学八里台校区内，是南开大学八里台校区校园内面积最大的广场。
广场东侧为南开大学化学学院、北侧为南开大学医学院及杨石先像、西侧为南开大学图书馆逸夫馆、南侧为范孙楼。